# Eriospermum halenbergense
Eriospermum halenbergense là một loài thực vật có hoa trong họ Măng tây. Loài này được Dinter mô tả khoa học đầu tiên năm 1932.